# Estação Cité
Cité é uma estação da Linha 4 do Metrô de Paris, localizada no 4º arrondissement de Paris.

## Localização
A Estação Cité encontra-se debaixo da Île de la Cité, uma das duas ilhas do Sena dentro dos limites históricos de Paris. Em relação ao resto da cidade, encontra-se dentro do 4.º arrondissement, perto do quilômetro zero, o centro geográfico e histórico oficial de Paris. É a única estação na Île de la Cité, que se situa perto de muitos monumentos famosos, sendo a mais famosa a Catedral de Notre Dame. Para o oeste estão a Sainte-Chapelle e o Palácio da Justiça, enquanto que a Catedral de Notre-Dame e o Hôtel-Dieu estão a leste.

## História
A estação foi inaugurada em 10 de dezembro de 1910 como parte da seção de conexão da linha sob o Sena entre Châtelet e Raspail.
A estação foi renovada em 1991, e sua iluminação é verde.

## Serviços aos Passageiros

### Acesso
O acesso à estação Cité é fornecido por uma entrada singular no nº 2 da Place Louis Lépine, a praça principal, no centro da ilha.

### Plataformas
Cité é uma estação de configuração padrão com duas plataformas separados pelas vias do metrô sob uma abóbada elíptica particularmente alta de 12.5 metros. Ele está situada a uma profundidade de 20 metros para permitir que a linha passe sob o rio Sena. Ela é constituída de três caixões de aço de 16.5 metros de largura e tem recebido concreto entre as paredes internas e externas. As plataformas são de 118 metros de comprimento e os acessos são feitos nas extremidades graças a caixões metálicos circulares que recebem as escadas e os elevadores Apenas o caixão sul possui elevadores: o caixão norte possui apenas uma escada de emergência e não é usada em serviço normal. O metal desses caixões é aparente e pintado na cor prateada. A decoração das plataformas é do estilo "Ouï-dire" de cor verde: os quadros publicitários são verdes e cilíndricos e os bancos "assis-debout" são verdes. As telhas em cerâmica brancas são planas e recobrem os pés-direitos e a abóbada metálica. O nome da estação é inscrito em letras maiúsculas em placas esmaltadas. A iluminação é um caso único porque é constituída de globos luminosos instalados em grupos de 3 fixados em um poste que também suportam o nome da estação.

### Intermodalidade
A estação é servida pelas linhas 21, 24, 27, 38, 47, 85, 96 e pela linha turística OpenTour da rede de ônibus RATP e, à noite, pelas linhas N12, N13, N14, N15, N21 e N22 da rede Noctilien.

## Pontos turísticos
- Hôtel-Dieu
- Palácio da Justiça
- Sainte-Chapelle
- Catedral de Notre-Dame
- Marché aux Fleurs Reine-Elizabeth-II